# Manila (Utah)
La ville américaine de Manila est le siège du comté de Daggett, dans l’Utah, juste à la frontière avec le Wyoming. Le recensement de 2010 a indiqué une population de 310 habitants. 

## Démographie
| Groupe            | Manila | Utah | États-Unis |
| ----------------- | ------ | ---- | ---------- |
| Blancs            | 97,4   | 86,1 | 72,4       |
| Autres            | 1,3    | 10,0 | 23,8       |
| Métis             | 0,7    | 2,7  | 2,9        |
| Amérindiens       | 0,7    | 1,2  | 0,9        |
| Total             | 100    | 100  | 100        |
|                   |        |      |            |
| Latino-Américains | 2,6    | 13,0 | 16,7       |

Selon l'American Community Survey pour la période 2010-2014, 100 % de la population âgée de plus de 5 ans déclare parler l'anglais à la maison.

## Source
- (en) Cet article est partiellement ou en totalité issu de l’article de Wikipédia en anglais intitulé « Manila, Utah » (voir la liste des auteurs).

1. ↑  (en) « Manila, UT Population - Census 2010 and 2000 », sur censusviewer.com.
2. ↑  (en) « Population of Utah - Census 2010 and 2000 », sur censusviewer.com.
3. ↑  (en) « Language spoken at home by ability to speak english for the population 5 years and over. Universe: Population 5 years and over. 2010-2014 American Community Survey 5-Year Estimates », sur factfinder.census.gov.